# 陈伯谋
桂阳王陈伯谋（？—？），字深之，南朝陈文帝第十三子。
陳廢帝光大二年（568年），立为桂阳郡王，師事褚玠。陈宣帝太建七年（575年），拜明威将军，置佐史（有功曹史陸瑜）。寻为信威将军、丹阳尹。太建十年（578年），加侍中，出为持节、都督吴兴诸军事、东中郎将、吴兴太守。太建十一年（579年），加散骑常侍。后为智武将军、丹杨尹。
陈后主祯明三年（589年），陈亡，陈伯谋被俘入隋。隋炀帝大業二年（606年），开始启用陈氏子弟，以陈伯谋为使持节龙州诸军事、龙州刺史（實為平武郡太守）。

## 家族

### 母
孔贵妃，陈文帝的妃嫔，陈文帝即位后，封为贵妃。

### 子孙
- 子：陈酆[6]，隋朝番禾县令，唐朝肃州别驾。
- 孙：陈瓒，唐朝使持节督黔辰等卅七州诸军事、黔州刺史、许昌县开国子。
- 孙：陈琮（623年－677年），唐朝朝议郎、行舒州司马。
- 曾孙：陈崇本（658年－691年），陈瓒之子。

## 延伸阅读
[在维基数据编辑]
 《南史/卷65》，出自李延壽《南史》